# 亚马逊云计算服务
亚马逊云计算服务（英語：Amazon Web Services，缩写：AWS）是亞馬遜公司旗下的子公司，為北美4大雲端服務提供者（CSP）之一。向个人、企业和政府提供按需即用云计算平台以及应用程序接口，并按照使用量计费。这些云计算Web服务通过亚马逊网络服务的服务器集群提供分布式计算处理能力和软件工具。这其中的一项服务是亚马逊弹性云计算（EC2），该服务通过互联网为用户提供实时在线的虚拟化计算机集群。亚马逊网络服务的虚拟计算机可以模拟真实计算机的诸多特性，包括硬件中央处理器（CPU）、图形处理器（GPU）、本地/随机存取存储器（RAM）、硬盘/固态硬盘、操作系统、网络以及预装应用软件诸如网页服务器、数据库以及客户关系管理（CRM）系统。
亚马逊网络服务通过分布在世界各地的服务器集群网络向用户提供服务。服务收费依照使用量（即“按需付费”模式），硬件，操作系统，软件，或依照订阅者要求的可用性、冗余性和安全性等网络特性以及服务选项所决定。订阅者可以付费订阅虚拟亚马逊网络服务计算机、专有实体计算机或者两者的集群。亚马逊为订阅者提供一部分安全性保证（例如数据中心的实体安全性），但其他部分的安全性则是订阅者自身的责任（例如账户管理、漏洞扫描、安装补丁）。亚马逊网络服务在全球多个地理区域提供服务。
亚马逊将AWS作为相比建造实体服务器集群更加快速且廉价或者大规模算力的选择推广给订阅者。所有服务均根据使用量收费，但是不同服务的使用量计算方法各异。截至2021年底，亚马逊网络服务占据了全球云服务（基础设施即服务、平台即服务）33%的市场份额。

## 服务
截至2021年，亚马逊云计算服务总计有超过200种不同产品和服务，涵盖运算、存储、网络、数据库、运算分析、应用服务、部署、管理、机器学习、移动、开发者工具、机器人和物联网工具。最受欢迎的服务包括亚马逊弹性云计算（EC2）、亚马逊简易储存服务（Amazon S3）和AWS Lambda等。
多数服务并不直接面向终端用户，而是通过向开发者开放应用程序接口（API）提供服务。亚马逊云计算服务可以通过超文本传输协议（HTTP）访问，旧的应用程序接口采用表现层状态转换（REST）架构风格和简单对象访问协议（SOAP），而新的应用程序接口则使用JSON。

## 历史

### 成立初期（2002-2005年）
2002年7月，由科林·布莱尔管理的“Amazon.com云计算服务”上线了首款Web服务，将亚马逊平台开放给所有开发者。在此基础上，截至2004年，共有超过百款服务上线。
2003年夏，安迪·贾西接手布莱尔的工作。

### S3、EC2和第一代服务（2006-2010年）
2006年3月14日，亚马逊简易储存服务（Amazon S3）云存储上线，之后当年8月25日，亚马逊弹性云计算（EC2）上线

### 发展期（2010-2015年）
2010年11月，据报道，所有Amazon.com的零售站点被迁移至AWS。在2012年之前，AWS被视作Amazon.com的一部分，所以其盈利并未在亚马逊公司的财务报表中单列。当年，市场观察家首次预测亚马逊云计算服务的收入超过15亿美元。
2012年11月27日，亚马逊云计算服务举办了首次年度“re:Invent”峰会，会议着重于AWS合作伙伴和生态系统议题，由超过150场活动组成。
为了支持全行业培训和技能标准化，亚马逊云计算服务自2013年4月30日起开始为计算机工程师提供培训项目，以提升在云计算上的专业能力。

### 行业领导者（2016年至今）
2016年第一季度，亚马逊云计算服务营收为25.7亿美元，净收入为6.04亿美元，与2015年第一季度同比增长64%，这使得AWS盈利首次超过亚马逊北美零售服务。贾西因此被提拔为该部门的首席执行官。在同一时期，亚马逊的股票价值因营收增长上涨42%，AWS在营收贡献中占比56%。
2021年3月，贾西升任亚马逊总公司的首席执行官，时任Tableau首席执行官的亚当·塞利普斯基被任命为云计算部门的新首席执行官。
根据高德纳咨询公司2021年度云基础设施和平台服务的评估报告，亚马逊云计算、微软Azure、Google云端平台被列为该行业的“领导者”。截至2021年底，亚马逊AWS占据了全球云服务（基础设施即服务、平台即服务）33%的市场份额，领先于微软Azure（21%）和谷歌GCP（10%）。

## 运营
截至2024年6月，亚马逊云计算服务在33个地理“区域”运营了105个可用区：其中8个“区域”位于北美洲（弗吉尼亚北部、加利福尼亚北部、俄亥俄、俄勒冈、加拿大中部、加拿大西部、GovCloud美国东部、GovCloud美国西部）、1个位于南美洲（圣保罗）、8个“区域”位于欧洲（爱尔兰、法兰克福、伦敦、巴黎、斯德哥尔摩、米兰、苏黎世、西班牙）、3个位于中东（巴林、特拉维夫、阿拉伯联合酋长国）、1个位于非洲（开普敦）以及12个位于亚太地区（北京、宁夏、新加坡、东京、悉尼、首尔、孟买、香港、大阪、雅加达、墨尔本、海得拉巴）。
每个区域都位于一个单一国家内，其中所有的数据和服务都留存在指定区域内。由一个或多个独立的数据中心组成，各自都有冗余供电、网络和连接，位于独立的设施中。

### 中国大陆
2017年11月13日，亚马逊云计算服务在华合作方、IDC服务商光环新网公告，拟以不超过20亿元人民币购买亚马逊在华云服务相关的特定经营性资产，包括位于北京的服务器等资产，以解决在华经营IDC的牌照、合规性问题。
2017年12月12日，亚马逊云计算服务宣布与位于宁夏的西云数据科技有限公司合作，在中国大陆开设第二个运营区域。AWS中国大陆的北京和宁夏两个区域相互独立运营，服务费用亦不相同。

### 大规模服务中断
- 2011年4月20日，亚马逊云计算服务出现大规模服务中断。Elastic Block Store服务“卡死”，无法完成读/写请求。经过了至少两天服务才完全恢复正常。[34]
- 2012年6月29日，多个依赖亚马逊云计算服务的网站被迫下线，起因是AWS最大的数据中心集群——弗吉尼亚州北部出现特大暴雨。[35]
- 2012年10月22日，此次服务中断影响到诸如Reddit、Foursquare、Pinterest等网站。服务中断的原因是运营数据收集程序存在内存泄漏漏洞。[36]
- 2021年12月24日，亚马逊云计算服务再次出现服务中断，影响到位于东北部美国的用户访问Netflix等网站。[37]AWS表示这次事故是Elastic Load Balancing服务造成的。[38]
- 2017年2月28日，亚马逊云计算服务的弗吉尼亚北部区域出现大规模S3服务中断。大部分依赖AWS S3服务的网站会出现假死或无法载入的问题，亚马逊在五小时内表示服务已经完全恢复。[39]没有因为此次事故造成数据损失的报道。事故原因是在调试过程中的人为错误导致超出预期的服务器容量被移除，因此造成多米诺骨牌效应。[40]
- 2020年11月25日，亚马逊云计算服务的弗吉尼亚北部区域出现数小时Kinesis服务中断。其他依赖Kinesis的服务也受到影响。[41][42]
- 2021年12月7日，此次服务中断主要影响美国东部，造成快递服务、流媒体和诸如Ticketmaster、罗宾汉市场和Coinbase等服务受到影响。[43]

## 爭議
AWS於2015年基於Elasticsearch推出自己的服務，並將其稱為Amazon Elasticsearch Service。隨後AWS和Elasticsearch就商標和代碼開源上發生了激烈的爭議。最終雙方達成和解，Amazon Elasticsearch Service改名為Elastic Cloud，AWS則成為了Elasticsearch的合作夥伴。

## 外部連結

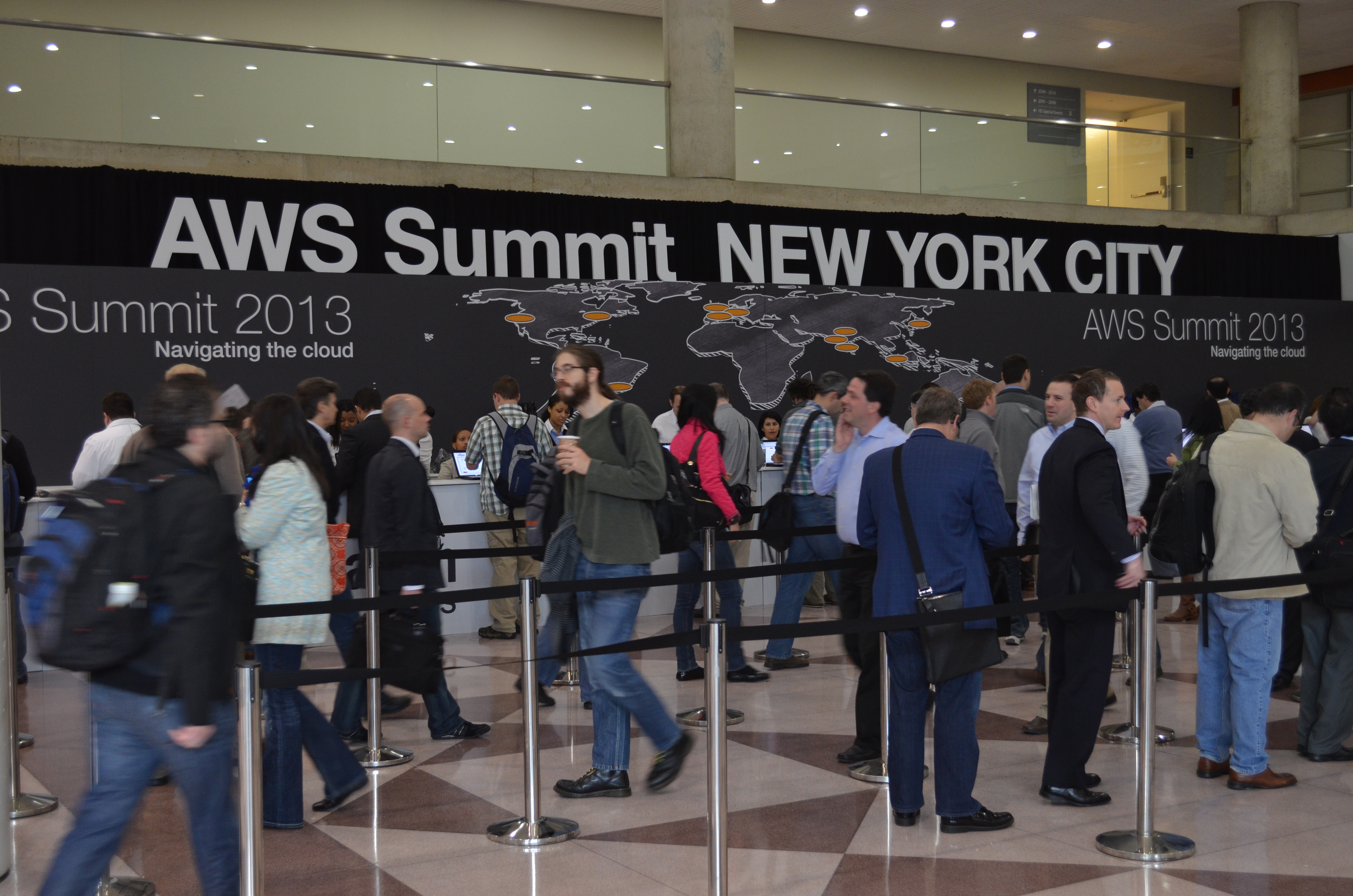
2013年於紐約市舉行的AWS技術研討會

- Amazon Web Services（页面存档备份，存于）
- AWS中國雲服務（页面存档备份，存于）
- AWS香港Facebook官方主頁（页面存档备份，存于）
- AWS 臺灣代理商 （页面存档备份，存于）